# そせじ
『そせじ』（双生児）は、山野一による日本の育児漫画。Kindleから現在4巻まで発売されている。

## 概要
50歳を目前に双子の娘を授かった山野一が自らの育児体験をもとに綴った描き下ろしの育児漫画である。
『そせじ』を始めた経緯について山野一は公式サイトのインタビューで「私の昔の作風をご存じの方は奇異に思う方もいると思いますが、一言で言うと今の生活の多くが双子育児に占められてるからです。なんの因果か47歳にして人の親となりました、しかも双子。同世代の友人のお子さんは、大学に受かったとか就職したとか…そういう年齢です。育児は大変ですが、てんてこまいしている自分や家族の姿を思い返してみると、漫画のネタがいくらでも転がっています。今しか描けないものだし、老い先短い身です。双子どもが大人になった時、自分達の成長の記録として読むかもしれないので漫画にしてみました。昔の山野漫画を読んで心的外傷を負われた方々にもご一読いただければ嬉しいかなと」と回答している。

## あらすじ
元・鬼畜系漫画家の父親やすおと母親のクチ子、そして双子の女の子ハナ子とミミ子の四人が繰り広げるシュールでハッピーな山野家の日常を描く。

## 登場人物
やすお（山野一）
プチアル中、プチうつ、ガチ貧乏の三拍子揃った引きこもり歴30年の鬼畜系漫画家。双子に突拍子のない嘘話を吹き込んだりする。
ミミ子・ハナ子
一卵性双生児の姉妹。初登場時は幼稚園児。二人とも無邪気かつ淡白な性格であるが、やすお曰く長女のミミ子は「内弁慶で寡黙」、次女のハナ子は「社交的だが一言多い」との事である。
クチ子
山野の新妻。 頓珍漢なやすおの言動によくツッコミを入れる。幼少期はアルゼンチンのブエノスアイレスで過ごすなど特殊な生い立ちを持つ。やすおと結婚後、双胎間輸血症候群（TTTS）による大難産を経て2008年6月に双子を出産する。

## 電子書籍版
- 『そせじ（1）』Kindle 2014年7月15日発行
- 『そせじ（2）』Kindle 2015年4月10日発行
- 『そせじ（3）』Kindle 2017年5月29日発行
- 『そせじ（4）』Kindle 2020年5月10日発行

## 公式サイト
- 不朽の怪作「四丁目の夕日」の山野一が描くハッピーコミック「そせじ」（Kindle版）応援サイト